# Castelmauro
Castelmauro ist eine italienische Gemeinde (comune) mit 1148 Einwohnern (Stand 31. Dezember 2023) in der Provinz Campobasso in der Region Molise. Die Gemeinde liegt etwa 29,5 Kilometer nordnordöstlich von Campobasso. Bis 1885 hieß die Gemeinde noch Castelluccio Acquaborrana.

## Gemeindepartnerschaften
Castelmauro unterhält eine Partnerschaft mit der belgischen Gemeinde Herstal in der Provinz Lüttich.

## Verkehr
Durch die Gemeinde führt die frühere Strada Statale 157 della Valle del Biferno (heute die Provinzstraße 163) von Lucito nach Montenero di Bisaccia.

## Söhne und Töchter
- Antonio D’Angelo (* 1971), römisch-katholischer Geistlicher, Erzbischof von L’Aquila